# لوک مونتانیه
لوک مونتانیه (به فرانسوی: Luc Antoine Montagnier)؛ (۱۸ اوت ۱۹۳۲ – ۸ فوریهٔ ۲۰۲۲) ویروس‌شناس فرانسوی و برندهٔ جایزه نوبل فیزیولوژی و پزشکی سال ۲۰۰۸ برای کشف اچ‌آی‌وی بود. او سال‌ها پژوهشگر انستیتو پاستور در پاریس بوده است و به طور تمام‌وقت در دانشگاه جیائو تونگ شانگهای در چین فعالیت می‌کرد.

## زندگی حرفه‌ای
لوک مونتانیه در سال ۱۹۳۲ در شهر شابریس در مرکز فرانسه زاده شد و در سال ۱۹۵۵ کار در انجمن علوم پاریس را آغاز کرد. او در سال ۱۹۷۲ به  انستیتو پاستور پاریس رفت و پس از کار به روی ویروس اچ‌آی‌وی هدایت این موسسه را به عهده گرفت. لوک مونتانیه بعدا در سال ۱۹۹۷ در کوئینز کالج نیویورک مشغول به کار شد.

## کشف HIV/ایدز
در سال ۱۹۸۳ دو گروه پژوهشگر جداگانه به رهبری رابرت گالو و لوک مونتانیه به طور مستقل اعلام کردند که یک ویروس پسگرد جدید، بیماران مبتلا به ایدز را آلوده کرده و یافته‌هایشان را در همان شماره از مجله ساینس منتشر کردند. گلو ادعا کرد که ویروسی که گروه خود از یک بیمار مبتلا به ایدز برای تحقیقات جدا کرده بود از نظر شکل کاملاً مشابه سایر ویروس‌های تی-لنفوتروپیک انسانی (HTLV) بوده که گروهش در همان ابتدا جدا کرده بود. گروه گالو نام آن ویروس را HTLV-III گذاشتند. در همان زمان، گروه مونتانیه ویروسی از یک بیمار مبتلا به تورم غدد لنفاوی گردن و ضعف فیزیکی که دو مشخصه از علائم ایدز است جدا کرده بود. تناقض در گزارش‌های گروه گالو و مونتانیه و همکارانشان نشان می‌داد که هسته پروتئین‌های این ویروس از لحاظ ایمنی‌شناسی، کاملاً متفاوت از HTLV-I است. گروه مونتانیه اسم ویروسی که جدا کرده بودند را ویروس مرتبط با لنفادنوپاتی (LAV) گذاشتند. از آنجا که مشخص شد هر دوی این ویروس یکسان هستند در سال ۱۹۸۶ LAV و HTLV-III هر دو به HIV تغییر نام دادند.
گالو در سال ۱۹۹۱ اذعان کرد که ویروسی که او شناسایی کرده یک سال پیش از موسسه پاستور به دستش رسیده بود. گالو و مونتانیه در سال ۲۰۰۲ به طور علنی موافقت کردند که تیم مونتانیه ابتدا ویروس را کشف کرد اما این گالو بود که ابتدا نقش آن در ایجاد ایدز نشان داد.
لوک مونتانیه در سال ۲۰۰۸ به خاطر پژوهش برای شناسایی ویروس عامل ایدز به طور مشترک از برندگان جایزه نوبل فیزیولوژی یا پزشکی بود.

## کووید-۱۹
لوک مونتانیه در سال‌های پایانی زندگی خود به دلیل ادعاهای غیرعلمی در مورد اوتیسم و کووید ۱۹ مورد انتقاد قرار گرفت. وی مدعی شد که ویروس کرونا از آزمایشگاهی در ووهان چین منتشر شده است.